# Omer Reingold
Omer Reingold (hebräisch עומר ריינגולד; * um 1973) ist ein israelischer Informatiker. Er ist Principal Researcher bei Microsoft Research und Professor am Weizmann-Institut.

## Werdegang und Wirken
Reingold studierte ab 1991 an der Universität Tel Aviv mit dem Bachelor-Abschluss in Mathematik und Informatik summa cum laude und wurde 1999 am Weizmann-Institut bei Moni Naor promoviert (Pseudo-random synthesizers, functions and permutations). 1998/99 war er Post-Doktorand am Weizmann-Institut bei Adi Shamir. 1999 bis 2004 war er in den ATT Labs (Abteilung Secure Systems Research) in Florham Park in New Jersey (und gleichzeitig Gastwissenschaftler am Institute for Advanced Study) und ab 2004 war er Professor am Weizmann-Institut. Dort ist er beurlaubt und ist Principal Researcher bei Microsoft.
Er befasst sich mit Komplexitätstheorie und Grundlagen der Kryptologie, zum Beispiel Pseudozufallszahlen und -generatoren.
2009 erhielt er den Gödel-Preis mit  Salil Vadhan und Avi Wigderson über zig-zag Produkte von Graphen. 2005 erhielt er den Grace Murray Hopper Award der ACM für seinen deterministischen Algorithmus der L-Komplexitätsklasse zur Lösung des Erreichbarkeitsproblems (st-connectivity) in ungerichteten Graphen.
| Personendaten    | Personendaten             |
| ---------------- | ------------------------- |
| NAME             | Reingold, Omer            |
| KURZBESCHREIBUNG | israelischer Informatiker |
| GEBURTSDATUM     | um 1973                   |